# Das Reich (jornal)

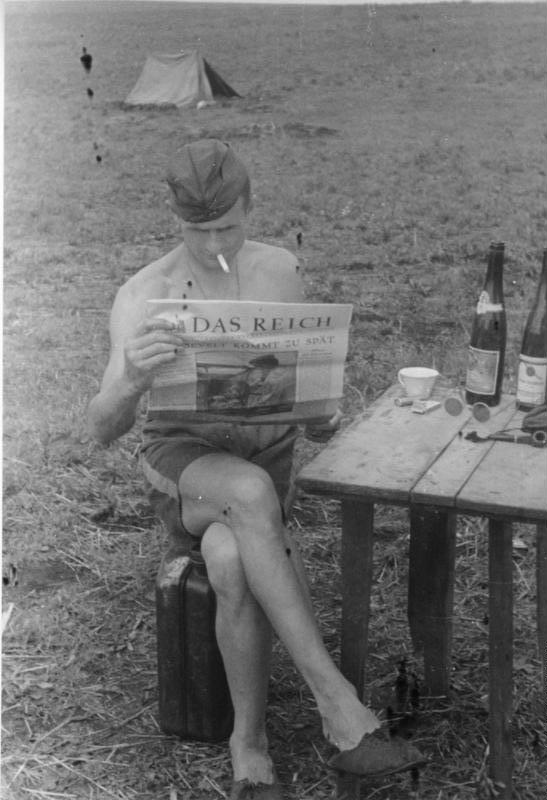
Soldado alemão lendo "Das Reich", Frente Russa, 1941

Das Reich (em alemão: O Reich) foi um jornal semanal fundado por Joseph Goebbels, o ministro da propaganda da Alemanha Nazista, em maio de 1940. Foi publicado pela Deutscher Verlag.

## História
Das Reich foi principalmente criação de Rudolf Sparing, Rolf Rienhardt e Max Amann.
Sua circulação cresceu de 500.000 em outubro de 1940 para mais de 1.400.000 em 1944.
Além de um editorial semanal, Goebbels não estava envolvido na publicação. A maioria, mas não todos, de seus artigos depois de 1940 apareceu nele. Na década de 1930, seus artigos apareceram no Völkischer Beobachter, mas depois ele desejou atingir um público mais sofisticado e intelectual. A partir de maio de 1940, ele escreveu 218 editoriais.
Quando as forças aliadas desembarcaram na Itália e Mussolini foi brevemente deposto, Goebbels decidiu não escrever um editorial.

## Conteúdo
O jornal continha reportagens, ensaios sobre vários assuntos, resenhas de livros e um editorial escrito por Goebbels. Parte do conteúdo foi escrito por autores estrangeiros. Com exceção do editorial de Goebbels, Das Reich não compartilhava o tom de outras publicações nazistas.
Entre outros tópicos, cobriu as incertas listas de vítimas de Stalingrado, distinguiu entre invasões alemãs e aliadas para sugerir que esta última não teria sucesso, discutiu os bombardeios e o V-1, lamentou A cultura americana, retrata o moral americano como pobre (embora não sugerindo que eles desistiriam por causa disso), e finalmente declarou que Berlim lutaria até o fim.
Os editoriais de Goebbels cobriram uma ampla gama de tópicos. Seu primeiro se gabou das realizações da Alemanha nazista, que estava conquistando a França. Ele falou com confiança contínua enquanto a França caía, das oportunidades que as "plutocracias" haviam perdido para a paz. Mais tarde, ele publicou artigos anti-semitas virulentos, argumentou contra ouvir a propaganda inimiga. encorajou-os para a guerra total declarou que a Inglaterra estava fadada a perder a guerra, atacou os ainda neutros Estados Unidos, discutiu o significado de sua entrada na guerra, falou sobre as perspectivas de uma ano novo, apresentou o rádio alemão como um bom companheiro (quando, de fato, ele esperava atraí-los das transmissões de propaganda inimiga), declarou estar encantado por Churchill estar no comando na Grã-Bretanha, discutiu cortes em rações de alimentos e tratamento severo para negócios no mercado negro, pediu que as reclamações não atrapalhassem o esforço de guerra, acusou Douglas MacArthur de covardia (inutilmente, pois os alemães sabiam que ele havia recebido ordens de partir), falou sobre o bombardeio aliado, descreveu o naufrágio de navios aliados por submarinos alemães, explicou a resistência soviética em Sevastopol como produto de uma alma russa teimosa, mas bestial, condenou os Estados Unidos como não tendo cultura, pediu que os alemães não permitissem que seu senso de justiça fosse explorado por seus inimigos, e afirmou que os Aliados estavam tão cansados quanto o Eixo.
Seu artigo final, em abril de 1945, pedia uma resistência de última hora.